# Marginisporum declinata
Marginisporum declinata (Yendo) Ganesan, 1968  é o nome botânico  de uma espécie de algas vermelhas pluricelulares do gênero Marginisporum, subfamília Corallinoideae.
- Algas marinhas  encontradas no Japão.

## Sinonímia
- Amphiroa declinata Yendo, 1902
- Arthrocardia declinata (Yendo) Weber-van Bosse, 1904